# Trenta-set
El trenta-set és un nombre natural primer que precedeix el trenta-vuit. S'escriu 37 en xifres àrabs, XXXVII en les romanes i 三十七 en les xineses.
Ocurrències del 37:
- la temperatura normal del cos humà està entre 36 i 37 graus Celsius.[1]
- És el nombre atòmic del rubidi.[2]
- És important en numerologia perquè 18 x 37 = 666. Divuit anys és la majoria d'edat, quan els vicis comencen a ser delicte o pecat amb totes les conseqüències i 666 és el nombre de la bèstia.[3]
- Designa l'any 37 i el 37 aC.